# Puncak Mandala
Pour les articles homonymes, voir Puncak.
Le Puncak Mandala est une montagne située sur l'île de Nouvelle-Guinée, en Indonésie. Elle se situe à proximité du Puncak Trikora. Puncak signifie « sommet » en indonésien et Mandala était le nom du commandement militaire formé dans le cadre de la campagne de « libération » de l'Irian lancée en 1961 par le président Soekarno.